# Нотдорп
Нотдорп (нід. Nootdorp) — місто в нідерландській провінції Південна Голландія. Входить до муніципалітету Пейнакер-Нотдорп.
Його площа становить 7,60 км², а населення станом на 2023 рік складало 19020 осіб.
До 2002 року мало статус окремого муніципалітету, після чого було об'єднане в один муніципалітет з Пейнакером.

## Галерея

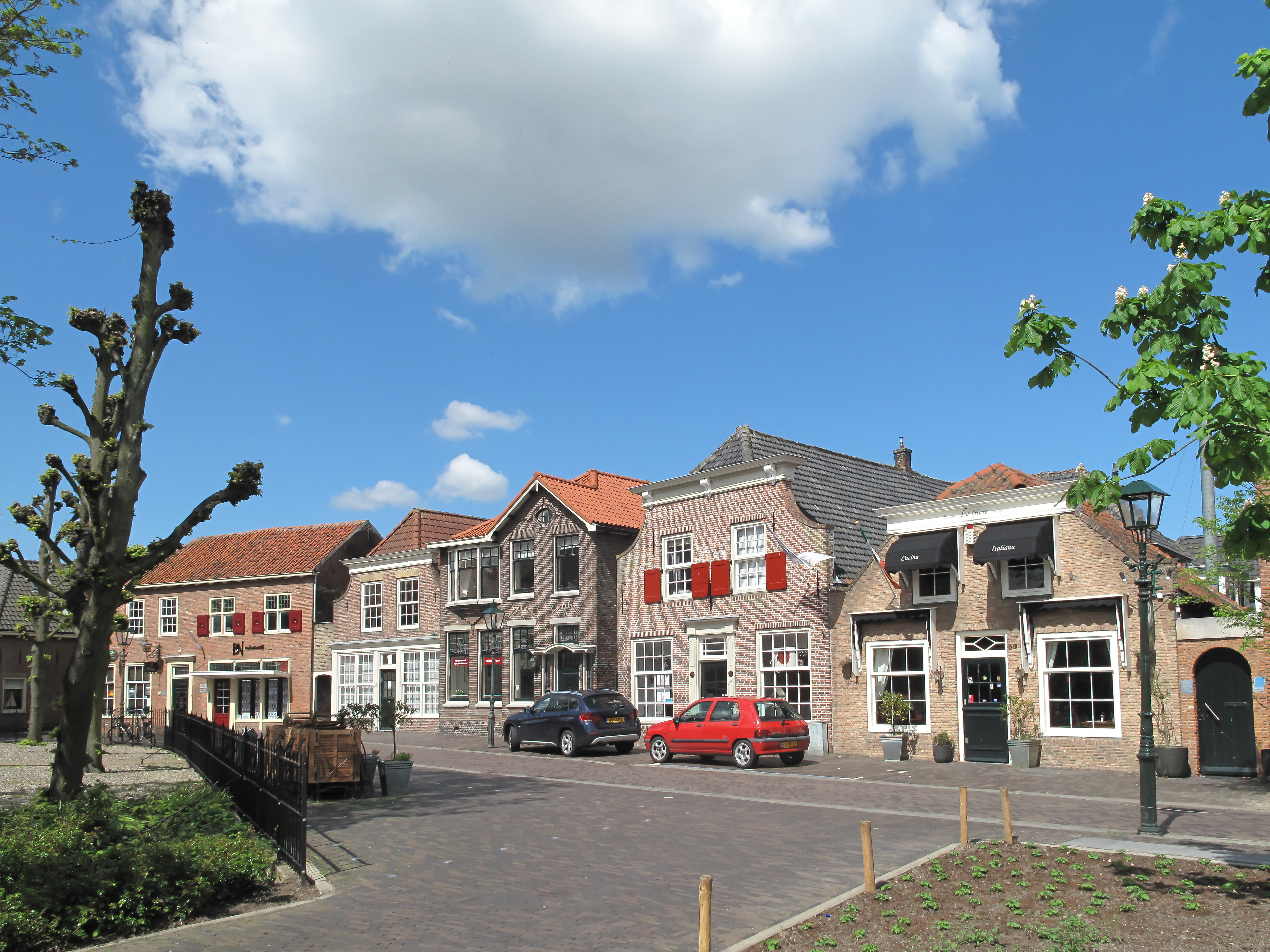
Вулична панорама міста
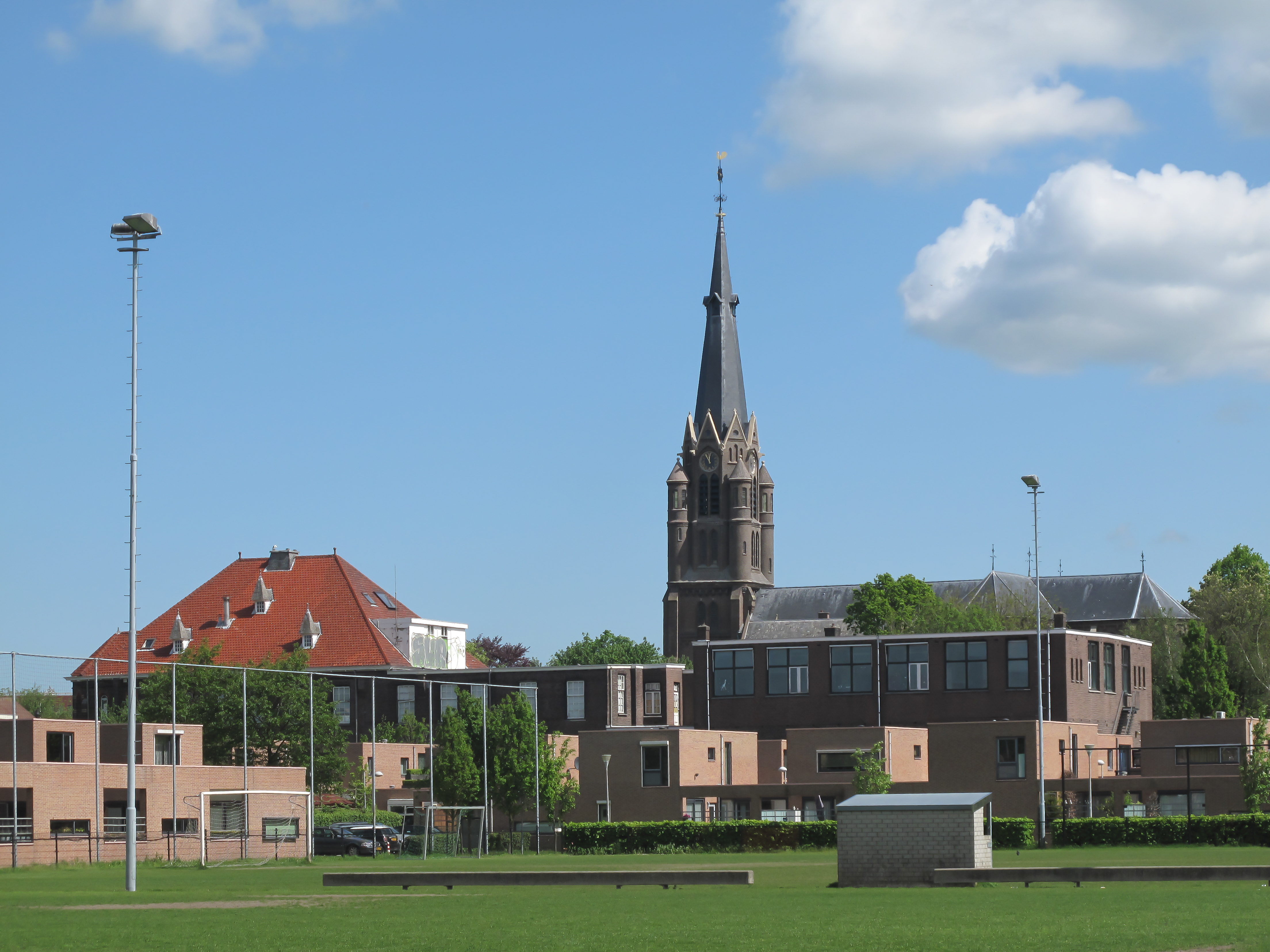
Церква у містіNootdorp, church: de Sint Bartolomeüskerk
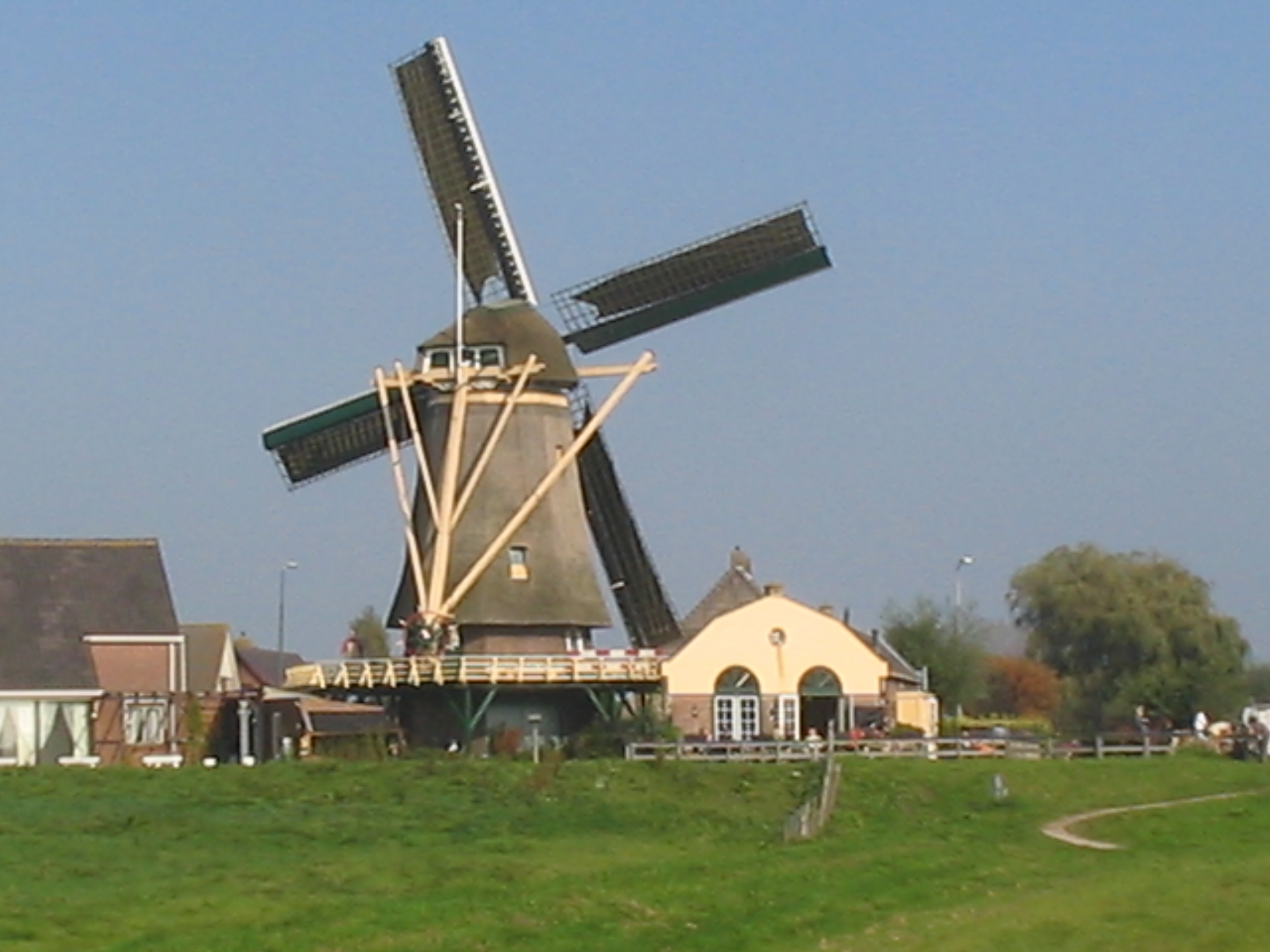
Вітряк Windlust